# Никольский приход (Осло)
Никольский приход (норв. Hellige Nikolai menighet) — церковно-административная структура в рамках Скандинавской епархии Сербской православной церкви с центром в городе Осло в Норвегии. Исторически был первым православным (русским) приходом в Норвегии.
В структуру Никольского прихода входят: Никольский храм в Осло, православные общины в городах Бергене, Тромсё, Будё, Ставангере и Нейдене со своими домовыми церквями, а также Скит преподобного Трифона Печенгского в местечке Скабланд коммуны Хурдал — первая православная мужская монашеская община в Норвегии
Официальный орган прихода — ежеквартальный журнал «Hellige Nikolai menighets blad».

## История
До революции в Норвегии не было русских православных приходов, а для крайне немногочисленных русских работников российского консульства в Христиании (ныне Осло) ограничивались приглашением из русской церкви в Стокгольме. Перемены начались вскоре после революции 1917 года и последовавшей за ней гражданской войны, когда миллионы беженцев из России оказались в Западной Европе. Некоторое их количество прибыло и в Норвегию. Первой публичной православной службой в Христиании стала панихида по убиенной царской семье, отслуженная священником Румянцевым в помещении российского консульства в присутствии короля Хокона, дипломатического корпуса и членов русской колонии.
11 мая 1921 года в консульстве состоялась встреча, во время которой прибывший из Стокгольма протоиерей Румянцев рассмотрел возможности для создания дочернего прихода в Осло. На собрании 16 мая было вынесено решение об организации православного прихода под предводительством консула Кристи. Однако решение это не было претворено в жизнь — скорее всего, по причине разногласий, разделявших «старую» и «новую» русские колонии. «Старая» община, члены которой были в основном людьми состоятельными и успешными, была тесно связана с российским консульством.
В 1921—1929 года богослужения и другие религиозные мероприятия проводились эпизодически — по инициативе то одного, то другого общества. Местом их проведения было либо помещение российской миссии, либо школа Вестхейм.
В 1929 году была создана инициативная группа по организации православного прихода в Осло. Помощник настоятеля стокгольмского храма о. Александр Рубец поставил необходимым условием образования прихода
объединение усилий членов обоих русских обществ.
8 апреля 1931 года состоялось «Генеральное собрание» всех проживающих в Осло православных христиан. Собрание приняло резолюцию о создании православного прихода и назначило его настоятелем стокгольмского священника Петра Румянцева, который находился в юрисдикции митрополита Евлогия (Георгиевского). Формальное основание прихода в 1931 году положило конец «походному» существованию, так как было получено разрешение использовать для богослужений часовню св. Иоанна (Capella Johannea) при церкви Престенес-кирке, сегодня более известной как церковь Майорстюен.
Богослужения проводились 3-4 раза в год: на Рождество, Пасху, один раз в течение лета и ещё несколько раз в году, помимо таких обрядов, как крестины, венчание и отпевание. В особых случаях
православные службы проводились в самой Престенес-кирке. В 1933 году приход получил в дар от монахов-старостильников с Валаама иконостас. В 1935 году приход посетил епископ Пражский Сергий (Королёв). В течение этого периода приход получал материальную поддержку румынской дипломатической миссии в Осло под предводительством г-на Юраско.
В 1939 года приход получает в бессрочное пользование крипту под часовней святого Иоанна. Для сбора средств была проведена подписка среди прихожан. Архитектор Кирстен Санд исполнила архитектурный проект помещения церкви. Строительные работы проводились под руководством инженера Эллефсена. Обустройство новой церкви продолжалось в течение осени 1939 года. Торжественное освящение храма состоялось 4 января 1940 года, в присутствии многочисленных прихожан и приглашенных гостей, в том числе представителей Норвежской церкви.
Во время Второй мировой войны при ход испытывал значительные трудности. Постоянно проживающий в Стокгольме священник постоянно получал отказы как во въездной визе, так и в разрешении на обмен валюты для оплаты необходимых расходов. К концу войны богослужения в приходе возобновились так как в Осло оказался священник Евгений Базилевич, прибывший в Норвегию с оккупированных немцами советских территорий.
Клир и прихожане Никольского прихода не последовали за митрополитом Евлогием, когда тот в 1945 году возвратился в лоно Московского Патриархата, в связи с чем приход остался в юрисдикции Западноевропейского экзархата Константинопольского патриархата.

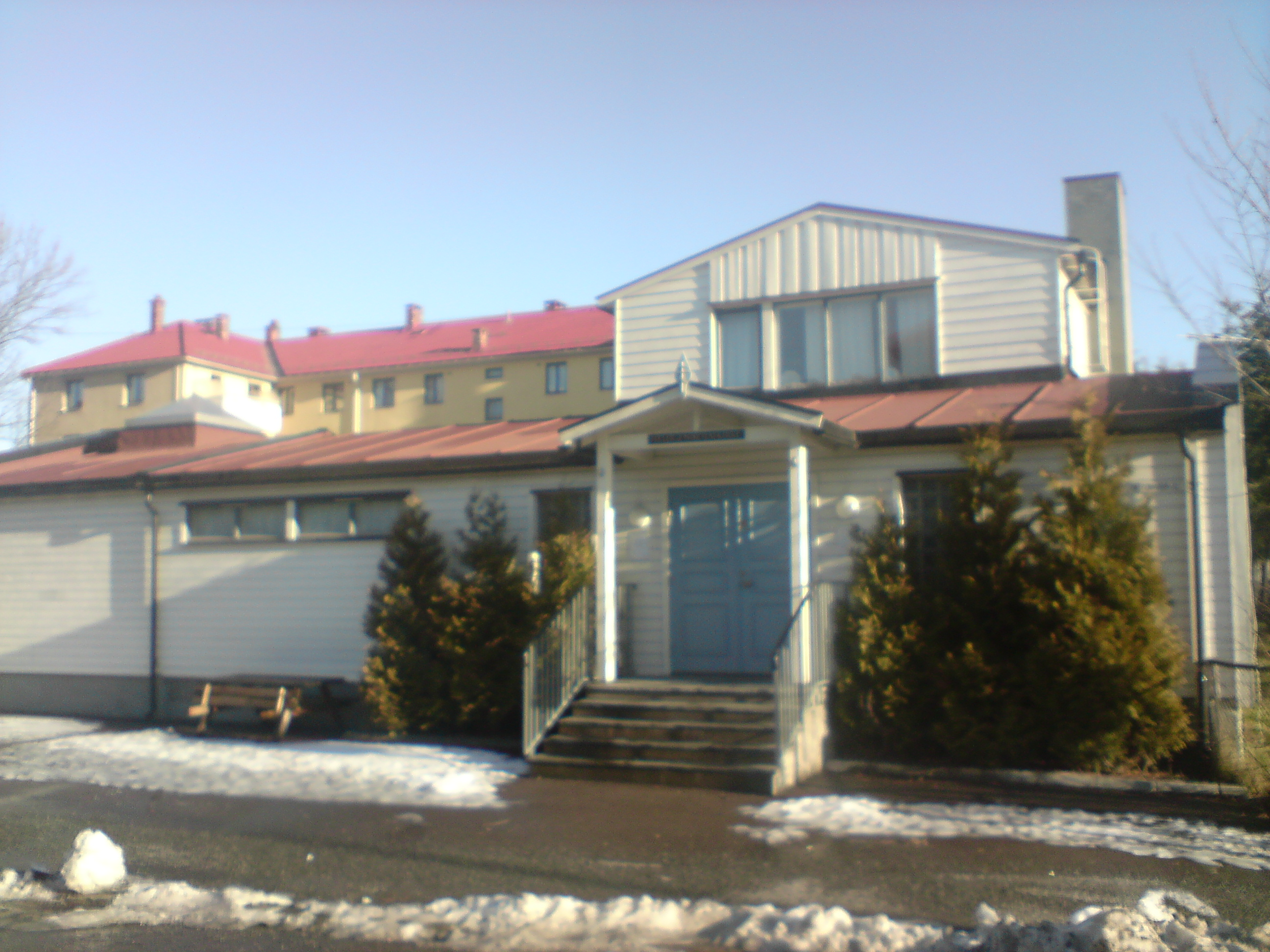
Старое здание прихода

С конца 1950-х — начала 1960-х годов общеправославный характер прихода становился все более заметным, по мере того как увеличивалось число нерусских прихожан. Через несколько лет выделился самостоятельный греческий приход. К концу 1970-х годов приход, казалось, был обречён. Настоятель Ферапонт (Хюммерих) был болен и не мог более служить, а нового священника не было. В течение нескольких лет церковь была закрыта. Возродить приход удалось новому настоятелю Иоанну (Йохансену), назначенному настоятелем в 1981 году. В
1985 году был основан скит святого Трифона Печенгского, приписанный к Никольскому приходу.
В 1986 года церковь святого Николая сильно пострадала от пожара, возникшего из-за неисправности электропроводки. Ремонтные работы удалось начать сразу же, благодаря помощи и поддержке как прихода в целом, так и отдельных прихожан, а также норвежских властей. Большая часть старого убранства либо полностью погибла, либо сильно пострадала от огня. Приходской иконописец Уле Грант Свеле, написал новый иконостас и ряд новых икон. Новые облачения и утварь были закуплены в России, Греции и Польше.
В результате многолетних усилий приходу удалось собрать капитал, достаточный для приобретения нового
здания по адресу Tvetenveien 13 в районе Хельсфюр в Осло. Ремонт и отделка помещения были завершены в течение весны — лета 2003 года.
27—28 октября 2006 года приход отметил своё 75-летие. Торжества возглавил архиепископ Гавриил (де Вильдер).
В 2013 году в храме начались работы по расширению здания, из-за чего службы прихода стали совершаться в крипте, по прежнему адресу ул. Kirkevn 84. 29 апреля 2015 года на храм был установлен купол, изготовленный в России.
В 2018 году приход вошёл в состав Британско-Скандинавской епархии Сербской православной церкви.

## Настоятели
С 1931 года приход находился под временным окормлением протоиерея Пётра Румянцева, который приезжал в Осло из Стокгольма. В 1935 году его сменил протоиерей Александр Рубец, приезжавший до 1940 года для совершения служб из Уппсалы. В 1944 году священник Александр Киселёв был назначен настоятелем, но не смог выехать из Берлина и в период немецкой оккупации Норвегии временно совершал богослужения протоиерей Евгений Базилевич. С 1947 года приход окормлял священник Илья Адамов. В 1952 году настоятелем был назначен архимандрит Ферапонт (Хюммерих). В 1981 году его сменил архимандрит Иоанн (Йохансен).